# R8C

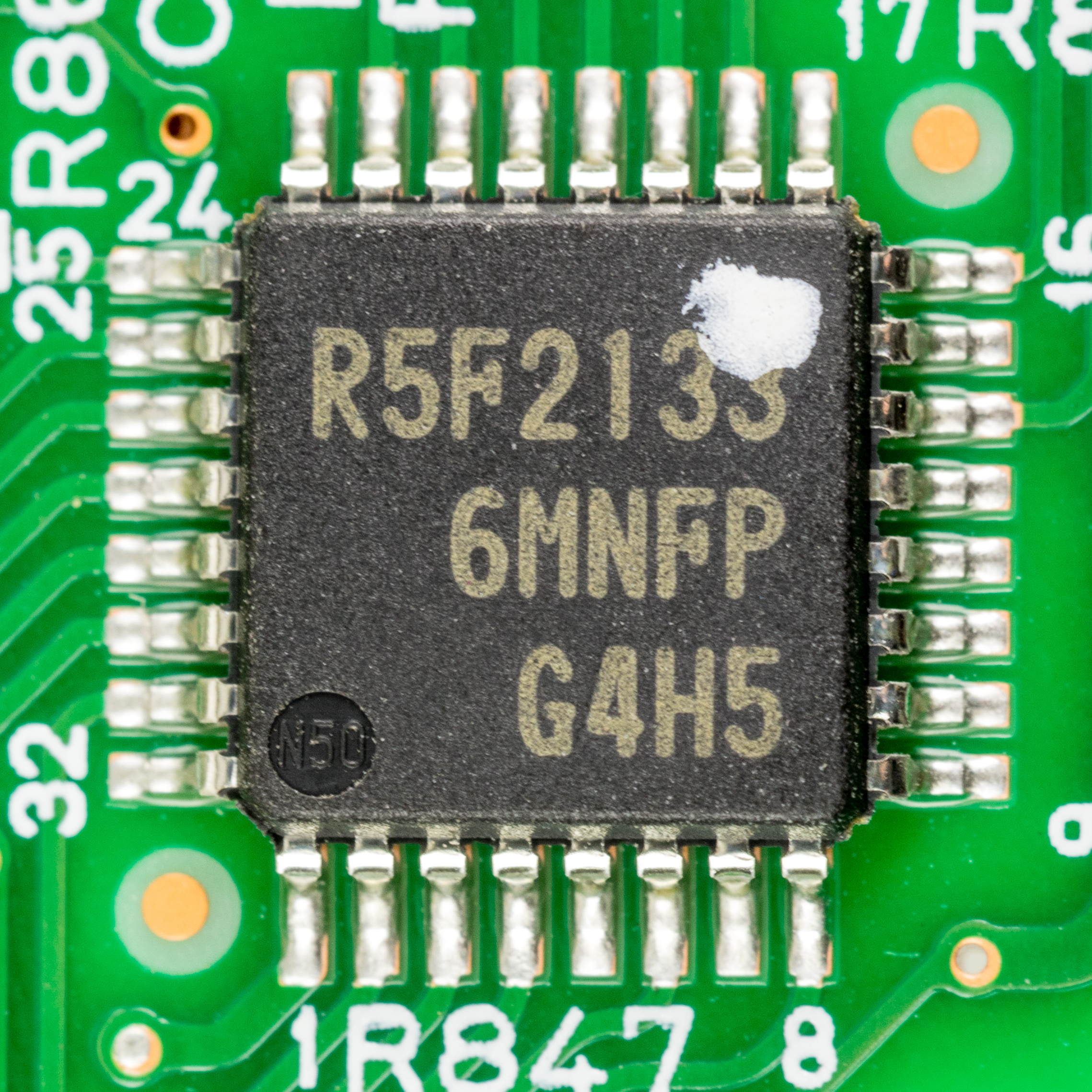
Renesas R8C/33M (R5F21336MNFP)

A Renesas R8C egy 16 bites mikrovezérlő, amelyet a Renesas M16C kisebb és olcsóbb változataként fejlesztettek ki. Megtartja az M16C 16 bites CISC architektúráját és utasításkészletét, de a belső adatsín 16 bitről 8 bitre csökkentésével a csip méretére helyezi a hangsúlyt a sebesség helyett, mivel a kisebb sínszélesség növeli az adatátviteli időt. Több változatban kapható, a csipen rendelkezésre álló flashmemória és SRAM mennyiségének különféle kombinációival.
Az eszközök számos integrált perifériát tartalmaznak, például átfogó időzítő és különféle soros kommunikációs funkciókat. Egyes termékek beépített oszcillátorral és biztonsági mechanizmusokkal rendelkeznek (pl. bekapcsolási reset áramkör, alacsony feszültséget érzékelő áramkör, rendszeroszcillátor leállását érzékelő áramkör, stb.), ami csökkenti az üzemhez szükséges külső támogató áramkörök számát.

## R8C Tiny

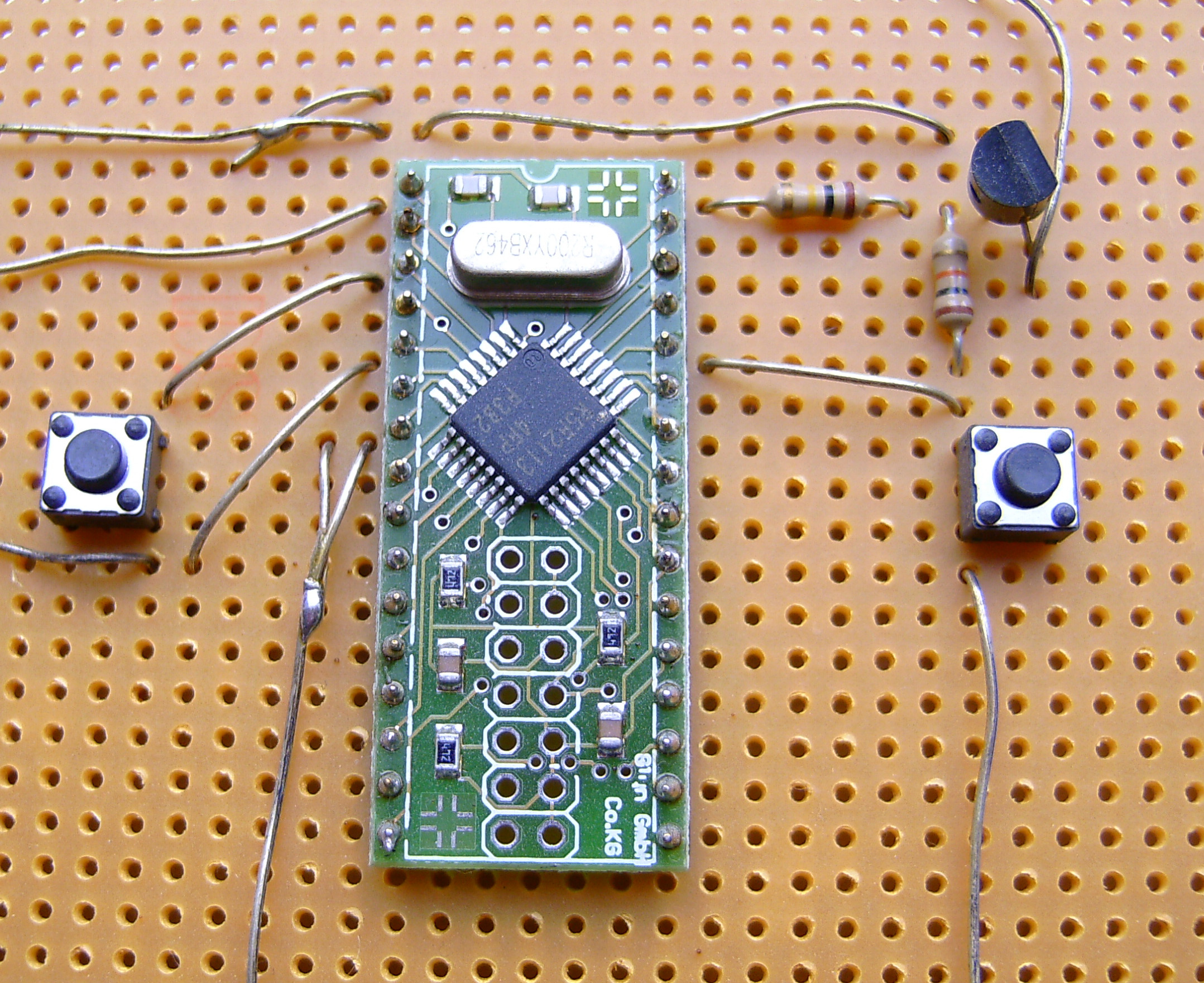
R8C Tiny a próbapanelen

Az R8C Tiny a Renesas alacsony költségű mikrokontroller-sorozata, amely 2008 körül jelent meg. Az R8C Tiny sorozat 16 bites M16C CPU maggal és 8 bites busszal rendelkezik, és a chipen található perifériák széles választékát kínálja, többek között 8 bites multifunkciós időzítőket, UART / óra szinkron soros interfészt, bemeneti rögzítő időzítőt, watchdog időzítőt stb.
Az R8C/Tiny sorozat a Renesas Technology (ma Renesas Electronics) által kifejlesztett mikroprocesszor, amely az M16C család egyik sorozata, ahol az R8C-ben az R a Renesas Electronics, a C pedig a CISC rövidítése. Az R8C ugyanazzal a CPU-maggal rendelkezik, mint az M16C család, de a Tiny sorozatban (a Renesas Electronics a külső busz nélküli mikroprocesszor termékcsoportokat Tiny sorozatként jelöli) olyan funkciók elhagyásával, mint a 8 bites periféria-sín. Az eszközök memóriájának mérete 1 MiB.

## Az R8C család tagjai
Minden R8C rendelkezik egy belső gyűrűs oszcillátorral és külső rezonátor nélkül is használható. A közös interfészek az UART és néhány eszköz CAN interfésszel rendelkezik. Néhány eszköz belső adat-flashmemóriával rendelkezik, amely a soros EEPROM helyettesítőjeként használható, bár ez kevesebb írási ciklust igényel, mint egy valódi soros EEPROM. Az R8C eszközök rendelkeznek OCD-vel (On Chip Debugging, csipen belüli hibakereső, ld. áramkörön belüli emuláció). A Renesas E8 debuggerrel vagy E8a debuggerrel történő hibakereséskor az UART 1 nem használható.  A hibakeresési interfész csak négy vezetéket használ: Vcc, GND (föld), Reset és Mode.

### R8C/11
- 8–16 KiB flash memória

### R8C/13
- 8–16 KiB flash memória

Főbb jellemzői:
1. 4 be-/kimeneti port
2. 4 időzítő (X,Y,Z,C) mind 8 bites, kivéve C időzítőt, ami 16 bites, és egy 15 bites watch időzítő
3. 10 bit × 12 csatorna A/D átalakító
4. 8 bit × 1 csatorna UART vagy órával szinkronizált soros be-/kimenet, külön 8 bites 1 csatornás UART
5. rendszerórajel-generátor X be–X ki (magas-alacsony sebességű csipen belüli oszcillátor)
6. CPU mag és memóriák

### R8C/18
- 4–16 KiB flash memória

### R8C/19
- 4–16 KiB flash memória

### R8C/1A
- 4–16 KiB flash memória

### R8C/1B
- 4–16 KiB flash memória

### R8C/20
- 32–128 KiB flash memória

### R8C/21
- 32–48 KiB flash memória

### R8C/22
- 32–48 KiB flash memória
- CAN interfész

### R8C/23
- 32–48 KiB flash memória
- CAN interfész

### R8C/24
- 16–32 KiBbyte flash memória

### R8C/25
- 16–32 KiB flash memória

### R8C/26
- 8–32 KiB flash memória

### R8C/27
- 8–32 KiB flash memória

### R8C/28
- 8–16 KiB flash memória

### R8C/29
- 8–16 KiB flash memória

### R8C/2A
- 48–96 KiB flash memória

### R8C/2B
- 48–96 KiB flash memória

### R8C/2C
- 48–96 KiB flash memória

### R8C/2D
- 48–96 KiB flash memória

### R8C/33
- 1 MiB címtér, nagy sebességű processzor, 1 KiB × 4 blokk adat-flash. Változatai: R8C-33A, R8C-33C, R8C-33M

## Fordítás
Ez a szócikk részben vagy egészben  a   R8C című angol Wikipédia-szócikk ezen változatának fordításán alapul.  Az eredeti cikk szerkesztőit annak laptörténete sorolja fel. Ez a jelzés csupán a megfogalmazás eredetét és a szerzői jogokat jelzi, nem szolgál a cikkben szereplő információk forrásmegjelöléseként.